# یازی‌کاراکویو (بسنی)
یازی‌کاراکویو (به ترکی استانبولی: Yazıkarakuyu) یک منطقهٔ مسکونی در ترکیه است که در بسنی واقع شده‌است.